# Форма з затінення
Форма з затінення(англ. shape from shading) — це техніка комп'ютерного зору яка полягає у відновленні форми тривимірного об'єкта за одним зображенням, що грунтується на зв'язку між інтенсивністю світла відбитого елементом поверхні і орієнтацією вектора нормалі цього елемента, тобто є випадком фотометричного стерео. Першу техніку відновлення форми із затінення було розроблено Хорном на початку 1970-х років, відтоді з'явилося багато різних підходів.
Метод характеристичної смуги Хорна по суті є методом поширення. Характеристична смуга — це смуга зображення, по якій глибина поверхні і орієнтація можуть бути визначені якщо ці величини відомі у початковій точці смуги. Метод хорна будує початкові поверхні навколо особливих точок (точок із максимальною яскравістю) використовуючи сферичне наближення поверхні. Напрямок характеристичних смуг визначається як напрямок градієнта інтенсивності. Для отримання щільної карти форми поверхні використовується інтерполяція характеристичних смуг.

## Відомі підходи

### Методи поширення
Методи поширення розпочинають відновлення із єдиної точки або набору точок поверхні для яких форма або відома, або може бути однозначно визначена (наприклад яскраві точки) та поширюють інформацію про форму по цілому зображенню.

### Локальні методи
Локальні методи використовують певні припущення про локальний тип поверхні (наприклад вважають поверхню сферичною) та знаходять орієнтацію поверхні використовуючи похідну яскравості.

### Лінійні методи
Лінійні підходи зводять нелінійну задачу до лінійної шляхом лінеаризації функції відбивної здатності. Ідея заснована на припущені, що лінійна складова залежності переважає, тому такі алгоритми добре працюють лише при виконанні цього припущення на практиці.

### Рівняння ейконала
Вважаючи поверхню об'екта ламбертівською зв'язок між формою поверхні u(x) та інтенсивністю відбитого світла I(x) можна подати у вигляді рівняння ейконала
{\displaystyle |\nabla u(x)|=q(x),x\in \Omega }, де
{\displaystyle q(x)={\sqrt {\frac {1-I^{2}(x)}{I^{2}(x)}}}}
Деякі сучасні методи відновлення форми із затінення базуються на спробах розв'язати це рівняння використовуючи певні припущення про граничні умови.